# Jonathan Potts
Jonathan Potts (Toronto, 17 juli 1964) is een Canadees acteur en stemacteur. 

## Biografie
Potts studeerde af in theaterwetenschap aan de York University in Toronto. Na zijn studie begon hij meteen met zijn loopbaan als acteur in films en televisieseries.
Potts begon in 1986 met acteren in de televisieserie Hangin' In, waarna hij nog meerdere rollen speelde in televisieseries en films. 

## Filmografie

### Films
Selectie:
- 2023 Totally Killer - als Chris Dubusage
- 2018 Anon - als Dominic Ray
- 2011 Salem Falls - als hoofdmeester
- 2011 Dream House - als Tony Ferguson
- 2010 Devil - als Wayne Kazan
- 2008 True Confessions of a Hollywood Starlet - als schoolhoofd Bowman
- 2007 Mr. Magorium's Wonder Emporium - als dr. Dunn
- 2007 Breach - als D.I.A. Suit
- 2004 Beyblade: The Movie - Fierce Battle - als Henry (stem)
- 2003 The Elizabeth Smart Story - als Chris Thomas
- 2001 Jason X - als professor Lowe
- 1999 Resurrection - als rechercheur Moltz
- 1997 When Innocence Is Lost - als Peter Hess

### Televisieseries
Uitgezonderd eenmalige gastrollen.
- 2022 Murdoch Mysteries - als Peregrine 'Perry' Newsome - 2 afl.
- 2021-2023 Ginny and Georgia - als mr. Gitten - 12 afl.
- 2019-2021 When Hope Calls - als Ben Mendelson - 6 afl.
- 2020 The Comey Rule - als Bob de aanklager - 2 afl.
- 2016-2018 Rusty Rivets - als Carl - 3 afl.
- 2017 Falling Water - als Sam Morrison - 2 afl.
- 2014 The Strain - als piloot Doyle Redfern - 3 afl.
- 2009-2010 Degrassi: The Next Generation - als mr. K - 2 afl.
- 2009 Cra$h & Burn - als Rick The Adjustor - 2 afl.
- 2008 The Andromeda Strain - als Pat Terrence - 3 afl.
- 2002-2003 Bakuten shoot beyblade - als diverse stemmen - 20 afl.
- 2003 Street Time - als Paul Timmons - 2 afl.
- 2003 Queer as Folk - als Glen Bishop - 2 afl.
- 1999 PSI Factor: Chronicles of the Paranormal - als Grant Tessler - 2 afl.
- 1994-1997 The Busy World of Richard Scarry - als diverse stemmen - 39 afl.
- 1991 Swamp Thing - als Delbert - 5 afl.
- 1991 Conspiracy of Silence - als Jim Houghton - 2 afl.
- 1990 Captain N: The Game Master - als Link - 4 afl.
- 1990 The Adventures of Super Mario Bros. 3 - als diverse stemmen - 26 afl.
- 1989 The Legend of Zelda - als Link (stem) - 13 afl.